# PIK3R4
La subunidad reguladora 4 de la fosfatidilinositol 3-cinasa, también conocida como subunidad reguladora 4 de la PI3-cinasa o subunidad p150 de la PI3-cinasa o proteína adaptadora de la fosfatidilinositol 3-cinasa, o VPS15, es una enzima que en los humanos está codificada por el gen PIK3R4.